# Batrachoseps attenuatus
Batrachoseps attenuatus é uma espécie de salamandra da família Plethodontidae.
É endémica da América do Norte ocidental.
Os seus habitats naturais são: florestas temperadas, matagal de clima temperado e campos de gramíneas de clima temperado.